# کلیوو (آیووا)
کلیوو (به انگلیسی: Clio) شهری در ایالت آیووا کشور ایالات متحده آمریکا است که جمعیت آن در سرشماری سال ۲۰۱۰ میلادی، ۸۰ نفر بوده‌است.